# Entreprise libérée
Le terme entreprise libérée (en anglais freedom-form company ou F-form company) désigne « une forme organisationnelle dans laquelle les salariés sont totalement libres et responsables dans les actions qu'ils jugent bon — eux et non leur patron — d'entreprendre. »

## Présentation

### Apparition du terme
Le terme entreprise libérée aurait été popularisé, selon un compte-rendu, par Tom Peters, dans un ouvrage traduit en français en 1993 : Entreprise Libérée ; Liberation Management. Toutefois, plusieurs autres comptes rendus de l'édition originale du livre de Tom Peters ne mentionnent pas le terme « entreprise libérée »,,,,,,. Sa première formalisation est donc probablement celle d'Isaac Getz dans un article universitaire de 2009 intitulé "Liberating Leadership : How the initiative-freeing radical organizational has been successfully adopted", publié dans California Management Review, dans lequel il le décrit "comme une forme d'organisation qui laisse aux employés une liberté et une responsabilité totales pour prendre les mesures qu'ils jugent les meilleures",.
Le terme a par la suite été popularisé en France par l'ouvrage Liberté & Cie d'Isaac Getz et Brian M. Carney (en).
Isaac Getz précise qu’à l'instar des architectes qui définissent une construction (par exemple un pont) à partir de sa fonction (permettre un passage par-dessus un obstacle) et non d'un ensemble de caractéristiques structurelles, « l’entreprise libérée est définie aussi à partir de sa fonction » (permettre la liberté et responsabilité d’initiative) et non d’un modèle.
Pour permettre la liberté et la responsabilité des salariés, la libération d’entreprise remet en cause des pratiques organisationnelles qui les empêchent. Par exemple, ce type d'organisation conduit à une réduction drastique des dispositifs de contrôle interne.
Cette approche pose comme postulat que la théorie Y de Douglas McGregor (l'homme aime travailler) est juste (la théorie X affirmant le contraire). Elle prône comme valeur fondatrice, la confiance en l'Homme.
Déployée dans de nombreux pays, elle a comme pionniers des entreprises telles que Favi, Poult, Chronoflex, en France, W.L. Gore & Associates et Harley-Davidson aux États-Unis, HCL Technologies en Inde. De plus en plus d'entreprises de toutes tailles et de tous secteurs se sont lancées dans des phases d'expérimentation telles que Décathlon, Auchan, Kiabi, Airbus, Orangina Schweppes, Michelin, la MAIF, IMATech, Biose, Les Tissages de Charlieu. Les organisations du secteur non marchand telles que plusieurs caisses de la Sécurité Sociale, les ministères belges de Sécurité Sociale et de Transports et Mobilité, et quelques municipalités en France, ont aussi rejoint ce mouvement.
La prise de conscience de la nécessité d'un changement des pratiques organisationnelles résulte de la constatation de l'inefficacité des structures pyramidales dans un environnement devenu moins stable et des coûts du contrôle. Ce contrôle entraîne, notamment, démotivation du personnel, difficulté à innover dans un environnement de plus en plus complexe et imprévisible et difficulté à attirer de nouveaux talents en quête de sens. Cette prise de conscience est à rapprocher de la critique de David Graeber sur le phénomène des bullshit jobs.
Ces entreprises misent sur l'auto-détermination et l'auto-organisation pour renouer avec la motivation et la fidélité des salariés et permettre la création de valeur. Elles s'inspirent des mécanismes du vivant éminemment décentralisés et adaptatifs pour faire face à la complexité toujours grandissante de l'environnement dans lequel elles évoluent[source insuffisante]. Redonner du sens à l'action devient une priorité. La fragmentation du travail et le contrôle ont, du point de vue de l'entreprise libérée, fait perdre le sens des actions du quotidien. De ce point de vue encore, les décisions prises en haut de la pyramide à grand renfort d'indicateurs simplificateurs ne peuvent restituer la réalité du monde qui nous entoure. L'entreprise libérée fait donc le pari de l'intelligence collective pour faire face aux enjeux de demain.[source insuffisante]
Le management est affecté par une profonde transformation des rôles, le manager devient une servant leader,au service de ses équipes. Les fonctions RH évoluent elles aussi pour passer dans une position de facilitation au service des ressources de l'entreprise.
Selon ses premiers promoteurs, l'entreprise libérée n'est pas un modèle, il s'agit plus d'une philosophie humaniste de l'entreprise. Selon David Melo, le dirigeant est souvent motivé par un désir de rupture vis-à-vis du modèle taylorien et est attiré vers un projet « plus global et abstrait, mais aussi plus pérenne, de responsabilisation des individus et des équipes » qui va impliquer une série de changements dans l’organisation. Pour lui, au delà de la relative variété des formes, toutes ces entreprises ont un trait commun : l’accent mis sur l’individualisation. Elles partagent en outre quatre traits en commun : 1° une réduction, tendant vers sa suppression, des lignes hiérarchiques ; 2° des équipes et des individus (plus) autonomes ; 3° une forte réduction des fonctions supports ; 4° une réduction du formalisme hiérarchique.

## Avantages
Selon l'ANACT, de grandes enquêtes européennes (Eurofund 2013, 2015 a, 2015 b) attestent que les entreprises « qui permettent à leurs salariés de participer aux décisions stratégiques, à la définition de l’organisation du travail ou leur laissent une importante autonomie dans leur travail sont à la fois celles qui sont reconnues comme offrant les meilleures conditions de travail et qui réalisent les meilleurs résultats économiques. ». Néanmoins, ces études, toujours selon l'ANACT, insistent sur le fait que la participation des salariés ne doit pas se limiter aux sujets opérationnels mais également être mobilisée dans les choix stratégiques.
Dans le secteur de la logistique et de l’informatique où il a étudié ce modèle libéré, Melo constate que les salariés sont globalement contents de l’autonomie qui leur est accordée pour par exemple endosser volontairement d’autres charges que celle de magasinier.

## Critiques et limites
L'utilisation du terme "libéré" pour décrire ces modèles organisationnels est critiqué par l'ANACT et L'INRS qui soulignent que le mot "peut laisser croire qu’il suffit de « laisser faire » et de « faire confiance » en libérant du contrôle hiérarchique pour que tout se passe au mieux" alors que certaines de ces entreprises ont au contraire des modes de décisions très structurés.
Des dérives potentielles ou constatées sont mises en avant :
- une responsabilisation qui peut s'avérer épuisante à la longue[34] avec un décloisonnement hiérarchique qui n’est pas efficace sur certains plans[31].
- Méthode servant à masquer la réduction des coûts et des effectifs grâce à un modèle économique spécifique[35], dont la partie investissement est rarement mise en œuvre dans la pratique.
- Un manque de cadrage hiérarchique et de verticalité, ou encore le manque de formalisme des relations[31].
- Fonctionnements internes qui, sous couvert de la confiance décrétée et de la « libération » de parole exigée, conduisent à des abus par la direction[36],[34]
- Transformation de l'entreprise menée tambour battant, sans aménagement de la charge de travail des équipes, et affectant la santé de ses membres[37].
- Réapparition de nouvelles formes de hiérarchie et de contrôle, limitant le développement de la responsabilisation et de l'autonomie de chacun[38].
- Manque de définition des processus de prise de décision et de structuration du débat sur le travail[39].
- Des risques accrus de stress et de burn out[40].
- Surcharge de travail pour des salaires quasi-identiques[41].

Ces critiques sont généralement complétées par la mise en avant de l'existence d'un très petit nombre d'entreprises vitrines et le manque d'informations sur les résultats réels de ce mode de fonctionnement,.
Dans un livre de 2018, l’économiste Thomas Coutrot souligne le manque de travaux scientifiques pour évaluer ce mode d'organisation et regrette que les écrits relatifs à ces entreprises sont souvent le fait soit de thuriféraires du modèle, soit de consultant RH opposés par principes à toute libéralisation.
Deux enseignants-chercheurs de l'école des mines, Thierry Weil et Anne-Sophie Dubey publient début 2020 une enquête d'envergure qu'ils ont coordonnée et qui porte sur une dizaine d'entreprises libérées, la première enquête systématique sur ce sujet conduite en France. Dans le livre synthétisant ce travail, les auteurs notent l'importance de la cohérence et de la clarté dans l'autonomie accordée aux salariés, le rôle central du projet collectif, la nécessité d'une bienveillance de chacun qu'ils mettent en regard du droit à l'erreur. Les auteurs listent en outre dix points de vigilance qui leur semblent essentiels pour éviter un échec dans une démarche de libération.
La sociologue Danièle Linhart considère que l'entreprise libérée garderait les salariés sous contrôle : la transparence exigée sert à déployer une forme renouvelée de contrôle, dont les salariés sont à la fois les victimes et les complices.

## Sources et influences
Les sources et influences les plus citées par les patrons ayant mis en place une entreprise libérée
sont :
- des théoriciens : Douglas McGregor, Stephen Covey, Abraham Maslow, Peter Senge et Shoji Shiba ;
- des auteurs-patrons : Max DePree, Ricardo Semler, Robert Townsend et Vineet Nayar.

Le recueil d'Isaac Getz La liberté, ça marche ! (Flammarion, 2016) présente les principaux textes d’auteurs qui ont influencé les leaders libérateurs.

## Prix et distinctions
Robert McDermott, qui a libéré l’assureur USAA, entre en 1989 dans l'American National Business Hall of Fame (ANBHF) qui récompense quelques patrons américains par an pour leur leadership inspirant et leur éthique.
Ricardo Semler, qui a libéré son entreprise brésilienne Semco, est nommé en 1990 par le Wall Street Journal America Economia, Homme d’Affaires de l’année en Amérique Latine. Il a été également nommé à deux reprises, en 1990 et en 1992, Homme d’Affaires de l’année du Brésil.
Vineet Nayar qui a libéré HCL Technologies, géant indien des services informatiques, a reçu en 2011 le prix CEO Of The Year de l’Inde. En 2013, il obtient aussi le prix « Olivier Lecerf » de l’Académie des sciences morales et politiques.
Laurence Vanhée, qui a contribué à libérer le ministère de la Sécurité sociale belge a été élue DRH de l'année 2012 en Belgique.
Carlos Verkaeren, qui a libéré le groupe Poult, a reçu le « Prix du Management de l'innovation » en 2010, le « Prix des Espoirs du management » en 2013.
Eric Boël, PDG des Tissages de Charlieu, a reçu en novembre 2016 le prix « Philibert-Vrau » de la fondation des Entrepreneurs et dirigeants chrétiens pour avoir libéré son entreprise et « enlevé la cloche sous laquelle étouffent les salariés ».